# Souleymane Diaby
Souleymane Diaby (sinh ngày 10 tháng 9 năm 1987 ở Daloa) là một cầu thủ bóng đá người Bờ Biển Ngà gốc Guinée.

## Sự nghiệp
Năm 2007, Diaby gia nhập câu lạc bộ Ukraina FC Krymteplytsia Molodizhne.

## Thống kê câu lạc bộ
| Câu lạc bộ          | Mùa giải  | Giải vô địch | Giải vô địch | Cúp     | Cúp       | Cúp Liên đoàn | Cúp Liên đoàn | Châu Âu | Châu Âu   | Tổng cộng | Tổng cộng |
| Câu lạc bộ          | Mùa giải  | Số trận      | Bàn thắng    | Số trận | Bàn thắng | Số trận       | Bàn thắng     | Số trận | Bàn thắng | Số trận   | Bàn thắng |
| ------------------- | --------- | ------------ | ------------ | ------- | --------- | ------------- | ------------- | ------- | --------- | --------- | --------- |
| Molodizhne          |           |              |              |         |           |               |               |         |           |           |           |
| 2007–08             | 13        | 3            | 0            | 0       | 0         | 0             | 0             | 0       | 13        | 3         |           |
| 2008–09             | 28        | 9            | 2            | 1       | 0         | 0             | 0             | 0       | 29        | 10        |           |
| 2009–10             | 24        | 11           | 3            | 1       | 0         | 0             | 0             | 0       | 27        | 12        |           |
| 2010–11             | 18        | 1            | 2            | 0       | 0         | 0             | 0             | 0       | 20        | 1         |           |
| Tổng cộng           | Tổng cộng | 83           | 24           | 7       | 2         | 0             | 0             | 0       | 0         | 90        | 26        |
| Honvéd              |           |              |              |         |           |               |               |         |           |           |           |
| 2011–12             | 1         | 0            | 0            | 0       | 2         | 0             | 0             | 0       | 3         | 0         |           |
| 2012–13             | 18        | 3            | 1            | 0       | 2         | 1             | 4             | 0       | 25        | 4         |           |
| 2013–14             | 3         | 0            | 0            | 0       | 0         | 0             | 3             | 2       | 6         | 2         |           |
| Tổng cộng           | 22        | 3            | 1            | 0       | 4         | 1             | 7             | 2       | 34        | 6         |           |
| Tổng cộng sự nghiệp |           | 105          | 27           | 8       | 2         | 4             | 1             | 7       | 2         | 124       | 32        |

Cập nhật đến các trận đấu đã diễn ra tính đến ngày 18 tháng 8 năm 2013.